# 2分59秒
『2分59秒』（2ふん59びょう）は、テレビ朝日とABEMAで2021年10月28日から2022年10月20日まで放送されていたバラエティ番組である。

## 概要
2021年10月改編で『ネオバズ』と新番組として開始。毎月第4木曜 0:20 - 1:20（水曜深夜）はテレビ朝日で放送。第1週から第3週はABEMAで配信という形式をとる。
「人間の集中力は3分しか持たない」という仮説のもと、制限時間2分59秒内で各界から集まったゲストが渾身の持論を展開するリアルスピーチバラエティ。番組ではスピーチをする人物をスピーカー、聴収するのみのゲストをリスナーと呼ぶ。
2022年5月26日（25日深夜）放送分では、当番組MCの千原ジュニア、佐々木久美もスピーカーとして参戦した。

## 出演者

### MC
- 千原ジュニア（千原兄弟）
- 佐々木久美（日向坂46）

## 放送リスト
| 回 | 放送日   | ゲスト | 備考   |
| -- | -------- | --- | ------ |
| 1  | 10月6日  | 井口浩之（ウエストランド）、久保田かずのぶ（とろサーモン）、武井壮、DJ KOO                                                      | 配信   |
| 2  | 10月13日 | 中山功太、ひぐち君（髭男爵）、三木大雲、みなみかわ                                                                              | 配信   |
| 3  | 10月20日 | 岡野陽一、芝大輔（モグライダー）、しゅんしゅんクリニックP、平子祐希（アルコ&ピース）                                            | 配信   |
| 4  | 10月28日 | 井口浩之（ウエストランド）、小田井涼平（純烈）、関太（タイムマシーン3号）、中西茂樹（なすなかにし）、錦鯉（長谷川雅紀・渡辺隆） | 本放送 |
| 5  | 11月3日  | ジョーク東郷、那須晃行（なすなかにし）、好井まさお（井下好井）、ルシファー吉岡                                                  | 配信   |
| 6  | 11月10日 | ぁみ（ありがとう）、中村英将（ゆったり感）、前田壮太（カラタチ）、吉川正洋（ダーリンハニー）                                    | 配信   |
| 7  | 11月17日 | 紺野ぶるま、滝沢秀一（マシンガンズ）、宮下兼史鷹（宮下草薙）、和田まんじゅう（ネルソンズ）                                      | 配信   |
| 8  | 11月25日 | ウルフ・アロン、大島麻衣、タイ（やさしいズ）、DJ KOO、とにかく明るい安村                                                        | 本放送 |
| 9  | 12月1日  | 阿部祐二、上田航平（ゾフィー）、こたけ正義感、たかし（トレンディエンジェル）                                                    | 配信   |
| 10 | 12月8日  | 島田秀平、角由紀子、福田安佐子、藤田憲右（トータルテンボス）、ふぢわら（わらふぢなるお）                                        | 配信   |
| 11 | 12月15日 | 鬼越トマホーク（坂井良多・金ちゃん）、くれいじーまぐねっと（UraN・エア・浅見めい）、竹之内教博、森本晋太郎（トンツカタン）      | 配信   |
| 12 | 12月23日 | 川村エミコ（たんぽぽ）、GAG（坂本純一・ひろゆき・福井俊太郎）、多田健二（COWCOW）、友近、西野未姫                               | 本放送 |

| 回 | 放送日   | ゲスト | 備考   |
| -- | -------- | --- | ------ |
| 13 | 1月5日   | 東京ホテイソン（たける・ショーゴ） | 配信   |
| 14 | 1月12日  | 収納王子コジマジック、井口浩之（ウエストランド）、中川ケイジ、ZAZY                                                                       | 配信   |
| 15 | 1月19日  | おくりびと青木、はるな愛、HEY!たくちゃん、レギュラー（松本康太・西川晃啓）                                                               | 配信   |
| 16 | 1月27日  | 朝日奈央、クック井上。（ツインクル）、桑原和也、なっとう娘、三福エンターテイメント                                                       | 本放送 |
| 17 | 2月2日   | 礒部希帆、川崎誠（モダンタイムス）、三浦リョースケ（ネイチャーバーガー）、広海・深海、井上咲楽                                           | 配信   |
| 18 | 2月9日   | 大島麻衣、永野、久保田かずのぶ（とろサーモン）、チャンス大城、梅田彩佳                                                                   | 配信   |
| 19 | 2月16日  | 國澤一誠、シークエンスはやとも、島田秀平、好井まさお（井下好井）、ナダル（コロコロチキチキペッパーズ）                                   | 配信   |
| 20 | 2月24日  | KAƵMA（しずる）、くじら、JP、徳井健太（平成ノブシコブシ）、平子祐希（アルコ&ピース）                                                     | 本放送 |
| 21 | 3月2日   | 大津広次（きつね）、緑川静香、ハリード（ケンタ・カズヤ）、宍倉孝雄（たぬきごはん）、菊地亜美                                             | 配信   |
| 22 | 3月9日   | 川谷修士（2丁拳銃）、じゃい（インスタントジョンソン）、ダイアモンド☆ユカイ、中村英将（ゆったり感）、矢口真里                             | 配信   |
| 23 | 3月16日  | 井口浩之（ウエストランド）、池谷直樹、氏神一番（カブキロックス）、内山信二、ダレノガレ明美                                               | 配信   |
| 24 | 3月23日  | 重岡謙作（ラフ・コントロール）、緑川ちひろ、黒石高大、福田健悟、井上咲楽                                                                 | 配信   |
| 25 | 3月31日  | えなこ、お見送り芸人しんいち、KAƵMA（しずる）、休井美郷、小園凌央、藤田憲右（トータルテンボス）                                          | 本放送 |
| 26 | 4月6日   | KAƵMA（しずる）、久保田かずのぶ（とろサーモン）、サツマカワRPG、松本竹馬（そいつどいつ）                                                 | 配信   |
| 27 | 4月13日  | 寺田寛明、餅田コシヒカリ、やす子、吉田悠軌                                                                                               | 配信   |
| 28 | 4月20日  | オダウエダ（植田紫帆・小田結希）、横井かりこる（フタリシズカ）、スーパー3助（にゃんこスター）、栗谷（カカロニ）、小山ティナ              | 配信   |
| 29 | 4月28日  | 新山千春、鈴木福、荒川（エルフ）、バービー（フォーリンラブ）、中村英将（ゆったり感）、近藤千尋                                           | 本放送 |
| 30 | 5月4日   | さんきゅう倉田、瀧上伸一郎（流れ星☆）、パックン（パックンマックン）、山田真哉                                                            | 配信   |
| 31 | 5月11日  | 斎藤司（トレンディエンジェル）、ゆってぃ、布川ひろき（トム・ブラウン）、おばたのお兄さん                                                 | 配信   |
| 32 | 5月18日  | 川島ofレジェンド（はんにゃ）、ですよ。、ナターシャ（ニュークレープ）、野呂佳代                                                           | 配信   |
| 33 | 5月26日  | 池田美優、お見送り芸人しんいち、3時のヒロイン（かなで・福田麻貴）、ピスタチオ（伊地知大樹・小澤慎一朗）                                  | 本放送 |
| 34 | 6月1日   | バッドナイス常田、清人（バッドボーイズ）、山出谷怜門（こゝろ）、オヤカタくん、オダウエダ（植田紫帆・小田結希）                           | 配信   |
| 35 | 6月8日   | 安藤なつ（メイプル超合金）、齊木祐介、JOY、長友光弘（響）、宮崎謙介                                                                      | 配信   |
| 36 | 6月15日  | 西村真二（コットン）、好井まさお（井下好井）、安部紀克（納言）、田中凌（ブルーレディ）、宮下兼史鷹（宮下草薙）                           | 配信   |
| 37 | 6月22日  | ジョイマン（高木晋哉・池谷和志）、本坊元児（ソラシド）、クールポコ。（せんちゃん・小野まじめ）、槙尾ユウスケ（かもめんたる）             | 配信   |
| 38 | 6月30日  | アインシュタイン（稲田直樹・河井ゆずる）、ストレッチーズ（高木貫太・福島敏貴）、クロちゃん（安田大サーカス）、鈴木拓（ドランクドラゴン） | 本放送 |
| 39 | 7月6日   | 礒部希帆、伊地知大樹、JP | 配信   |
| 40 | 7月13日  | 上田航平（ゾフィー）、カモシダせぶん、ショーゴ（東京ホテイソン）、前田裕太（ティモンディ）                                               | 配信   |
| 41 | 7月20日  | 好井まさお（井下好井）、三木大雲、スイーツなかの、佐藤智彦、島田秀平                                                                     | 配信   |
| 42 | 7月28日  | 小島よしお、じゃい（インスタントジョンソン）、土佐兄弟（卓也・侑輝）、トラウデン直美、西田幸治（笑い飯）、平林都                         | 本放送 |
| 43 | 8月3日   | 石井輝明（コマンダンテ）、大川知英（ニブンノゴ!）、三森大輔（スタンダップコーギー）、大津広次（きつね）、井上咲楽                        | 配信   |
| 44 | 8月10日  | 池田57CRAZY（完熟フレッシュ）、エハラマサヒロ、元谷拓、山口もえ、レッド吉田（TIM）                                                       | 配信   |
| 45 | 8月17日  | 三木大雲、三森大輔（スタンダップコーギー）、奈津子、好井まさお（井下好井）、野呂佳代                                                     | 配信   |
| 46 | 8月25日  | カンニング竹山、たける（東京ホテイソン）、野呂佳代、バイク川崎バイク、福田萌子、好井まさお（井下好井）                                   | 本放送 |
| 47 | 8月31日  | 村上純（しずる）、紺野ぶるま、石井てる美、みちお（トム・ブラウン）                                                                       | 配信   |
| 48 | 9月7日   | 川村エミコ（たんぽぽ）、永野、フジタ、若新雄純                                                                                           | 配信   |
| 49 | 9月14日  | 大川知英（ニブンノゴ!）、尾関高文（ザ・ギース）、長嶋トモヒコ（ダーリンハニー）、レイザーラモンRG                                        | 配信   |
| 50 | 9月22日  | 久代萌美、黄皓、村重杏奈、クロコップ（荒木好之・しょうた）、いぬ（太田隆司・有馬徹）                                                     | 本放送 |
| 51 | 10月20日 | 井口浩之（ウエストランド）、柏木由紀（AKB48）、きつね（大津広次・淡路幸成）、篠宮暁（オジンオズボーン）、好井まさお（井下好井）          | 本放送 |

## スタッフ
- 企画・監修：秋元康[1]
- 構成：興津豪乃、水野英昭、植田将崇、深見慎二
- TM：福元明彦 (#1 - 28)、後藤祐一郎 (#29 - 46)、森山顥矩 (#47 - 51)
- TD/SW：青山和広、時田将光 (#13、21 - 22)、石渡剛 (#37 - 38)、玉手康裕 (#39 - 40、42、47 - 48)
- CAM：蛯名兵文 (#3、35 - 36)、門倉秀樹 (#4 - 7、15、33 - 34)、難波敬一 (#8 - 9)、前川芽生 (#10 - 11)、高橋広 (#12 - 14、23 - 24)、宮本邦慶 (#16 - 17、51)、桝田茂雄 (#18、49)、雨森貴之 (#19 - 20)、山口芙之 (#21 - 22)、玉手康裕 (#25 - 26)、吉田千明 (#27 - 28)、田代浩 (#29)、宮内大翼 (#30 - 32、41、50)、首藤祥太 (#37 - 38、47 - 48)、白鳥史也 (#39 - 40、42)、福元明彦 (#43 - 44)、石黒康一 (#45 - 46)
- VE：菅(管)野明弘、島袋秀之、古屋優、菅原功暉
- 音声：吉田有希 (#1 - 5、13 - 38、41、43 - 46、49 - 51)、高橋英史 (#6 - 9)、内野陽介 (#10 - 12)、中田孝也 (#39 - 40、42、47 - 48)
- 照明：米長紫 (#1 - 7、13、15 - 17、23 - 26、29 - 34、37 - 48、50 - 51)、湯浅洋一 (#8 - 12、14、18 - 22、27 - 28、35 - 36、49)
- 美術：北浦浩一郎
- デザイン：小林千映
- 美術進行：寺岡悠介
- 装飾（電飾）：岡村明子
- 大道具：小宮山博章
- ヘアメイク：川口カツラ店
- 美術協力：テレビ朝日クリエイト
- 音効：BRK
- TK：小島美和子、清水雅子
- 編成：馬渕真太朗 (#1 - 28、31 - 49)、岡村地郎 (#29 - 51)、泉良樹 (#29 - 44)、松尾健司 (#46 - 51)
- 宣伝：尾木実愛
- デスク：奥田利加子
- 技術協力：TSP、takeSYSTEMS、AbemaProduction
- 制作協力：ブロックス、全力カンパニー
- AD：大浦瑠偉、中原凛 (#24 - 51)、古田由羅 (#29 - 36、39 - 51)、小堀史織 (#23 - 51)
- AP：太田翔子、川越優衣 (#32 - 51)
- ディレクター：山口貴由、内田宏 (#1 - 15、17 - 37、39 - 51)、前川コーファン (#1、3 - 51)、川本賢一郎 (#2、5 - 50)
- 演出：川本賢一郎 (#1、3 - 51)、前川コーファン (#2、5 - 50)
- プロデューサー：高橋祐輔、富永祐一、本村千穂美、大澤ひとみ
- ゼネラルプロデューサー：寺田伸也
- 制作著作：テレビ朝日、ABEMA

### 過去のスタッフ
- CAM：藤井雄基 (#1 - 2)
- AD：宮崎桃子 (#1 - 22)、立山葵 (#1 - 22)、清水貴明 (#1 - 23)、村上恵美利 (#23 - 28)、荒川美咲 (#37 - 38)
- AP：堀内真理恵 (#6 - 31)
- ディレクター：岩本浩一 (#1)、増田貴也 (#38)